# Громадянська війна в Джибуті
Громадянська війна в Джибуті (фр. Guerre civile djiboutienne), також відома як повстання афар — збройний конфлікт у Джибуті, який тривав з 1991 по 1994 рік і призвів до тисяч жертв. Основною причиною став нерівномірний розподіл влади між іссасами та афарами, що призвело до громадянської війни, яка три роки спустошувала країну.

## Історія

### Передумови
11 березня 1862 року французький уряд уклав угоду з афарським султаном Райєтою Діні Ахметом про продаж за 10 000 таларів, приблизно 55 000 франків, території Обок. Це був початок епохи французької колонізації в регіоні, угода була використана капітаном Флеріо де Лангле для колонізації південної частини затоки Таджура.
Принаймні з часу правління Франції, спочатку як Французьке Сомалі, а потім як Французька територія афарів та ісса, у Джибуті існувала етнічна напруженість між народностями ісса та афарами. Після здобуття незалежності в 1977 році Джибуті керувала партія «Народне об'єднання за прогрес», де домінували представники народності ісса, а з 1981 року керувала ним як однопартійною державою, а «Народне об'єднання за прогрес» була єдиною повноважною партією. Багато афарів почували себе в державі маргіналізованими.
Водночас у 1991 році було повалено авторитарні уряди сусідніх країн — Сіада Барре в Сомалі та Менгісту Хайле Маріама в Ефіопії. Еритрея та Сомаліленд також стали незалежними від Народної Демократичної Республіки Ефіопії та Демократичної Республіки Сомалі у 1991 році відповідно.
Наприкінці 1980-х років почалися загострення на території Джибуті, підпільні рухи, як-от Народний визвольний рух (MPL), почали влаштовувати напади на урядові сили. У 1991 році утворилося ще кілька опозиційних рухів: Фронт патріотичного опору Джибуті (FRDP), Альянс сил за демократію (AFD) і Акція за перегляд порядку в Джибуті. У середині 1991 року кілька з них об'єдналися в нову організацію: Фронт відновлення єдності та демократії (FRUD).

### Початок конфлікту
У травні 1991 року тисячі ефіопських солдатів увійшли на територію Джибуті після повалення уряду Дерг (колишнього уряду Ефіопії). Силами французьких та джибутійських військ їх повернули назад до Ефіопії, але вони залишили після себе багато зброї. Цим скористалася повстанська організація «Фронт за відновлення єдності та демократії» (FRUD), що на початку жовтня 1991 року закликала афарів до більшої політичної активності і розпочала партизанську боротьбу проти уряду.
У жовтні відбулися зіткнення між урядовими силами та повстанцями ФРУД у регіоні Дикіль на заході Джибуті, з перших днів початку бойових дій, зокрема в ніч з 15 на 16 листопада 1991 року, армія Джибуті захопила в полон близько 232 особи в регіоні Обок. В основному це були афари Еритреї та ополчення колишнього режиму Дерг.
Щоб змити поразку, 21 листопада 1991 року бойовики FRUD почали штурм міста Обок і його гарнізону. Але після довгого дня запеклих боїв джибутійські солдати розгромили їх і виграли битву. Згодом національна армія та ополчення ФРУД зіткнулися в кількох битвах, що призвело до великих втрат з обох сторін. Повстанці (FRUD) захопили всі військові пости на півночі країни і взяли в облогу міста Таджура і Обок.
3-4 січня 1992 року відбулися зіткнення урядових військ і повстанців ФРУД поблизу Таджури, в результаті чого загинуло близько 150 повстанців і три солдати регулярних військ. 17-18 січня 1992 року урядові війська і повстанці ФРУД зійшлися в битві в районах Гагаде, Хараб і Беканеб, внаслідок чого загинули близько 150 повстанців і 16 солдатів.
Протягом всієї війни бої велися в основному на півночі країни за винятком інциденту в столиці, коли 18 грудня 1991 року урядові війська увійшли в район Архиба, населений афарами, і відкрили вогонь по натовпу людей. Загинуло щонайменше 59 осіб, що спровокувало масові відставки афарських депутатів національних зборів на знак протесту та суперечки в самій РПП. У лютому 1992 року деякі французькі війська були розгорнуті на півночі, щоб допомогти урядовим військам країни. Майже 3000 повстанців атакували державні установи в Дикілі, але були відбиті.
Франція намагалася виступити посередником між урядом і повстанцями, але всі спроби організувати такі переговори (з листопада 1992 по травень 1993) провалилися. У відповідь уряд збільшив свої збройні сили приблизно з 5 000 до 20 000 людей і провів добір за рахунок свого військового резерву, одночасно з Франції надійшли озброєння та військова техніка.
5 липня 1993 року урядові війська розпочали масований контрнаступ у районах, контрольованих повстанцями: головна база FRUD, розташована в Асса-Гуейла, потрапила в руки армії, яка відбила багато території у повстанців, включаючи міста Балхо, Дорра і Ранда, змусивши повстанців сховатися в горах на кордоні з Еритреєю на півночі. Населення, що проживало в районі зіткнень, близько 70 000 цивільних були змушені покинути свої домівки, а ще 30 000 біженців перейшли за межі Еритреї та регіону Афар в Ефіопії.
Але, громадянська війна сприяла відновленню багатопартійної демократії в 1992 році з новою конституцією. Уряд намагався розпочати переговори з FRUD, яка мала у своєму розпорядженні лише кілька сотень бойовиків, затиснутих на кордоні між Джибуті та Ефіопією. У 1992 і 1993 роках відбулися парламентські і президентські вибори. Згодом рух FRUD розколовся в питанні про те, наскільки далеко можна співпрацювати із владою. Але партизанські дії продовжують точитися, опозиція засуджувала численні знущання над мирним населенням.
У лютому 1994 року у Фронті відновлення єдності та демократії пройшов процес реорганізації політичних лідерів: Угуре Кіфлех Ахмед витіснив Ахмеда Діні Ахмеда з керівництва рухом і проголосив новий курс, що базувався на переговорах з центральним урядом для досягнення політичного компромісу. 14 березня президент Хасан Гулед, після провалу урядового наступу 3-10 березня 1994 року в районі гори Мабла, оголосив про початок мирних переговорів з FRUD. Пропозиція була прийнята поміркованим крилом Кіфле Ахмеда, але була відхилена найбільш радикальними елементами FRUD на чолі з Ахмедом Діні, які прагнули продовжити збройну боротьбу. За посередництва Франції 26 грудня 1994 року між урядом Джибуті та поміркованим крилом FRUD було підписано початкову мирну угоду Абба: в обмін на припинення бойових дій FRUD домоглася інтеграції 200 своїх представників до державної адміністрації та включення 700 своїх бійців до лав джибутійської армії. У червні 1995 року до нового уряду Джибуті пройшли два члени FRUD, Угуре Кіфле як міністр сільського господарства та Алі Мохамед Дауд, президент організації, як міністр охорони здоров'я та соціальних справ, а 6 березня 1996 року FRUD була зареєстрована як одна з чотирьох політичних партій, дозволених новою конституцією Джибуті, яка тоді брала участь у загальних виборах 19 грудня 1997 року в коаліції з РПП.